# Marosbrettye

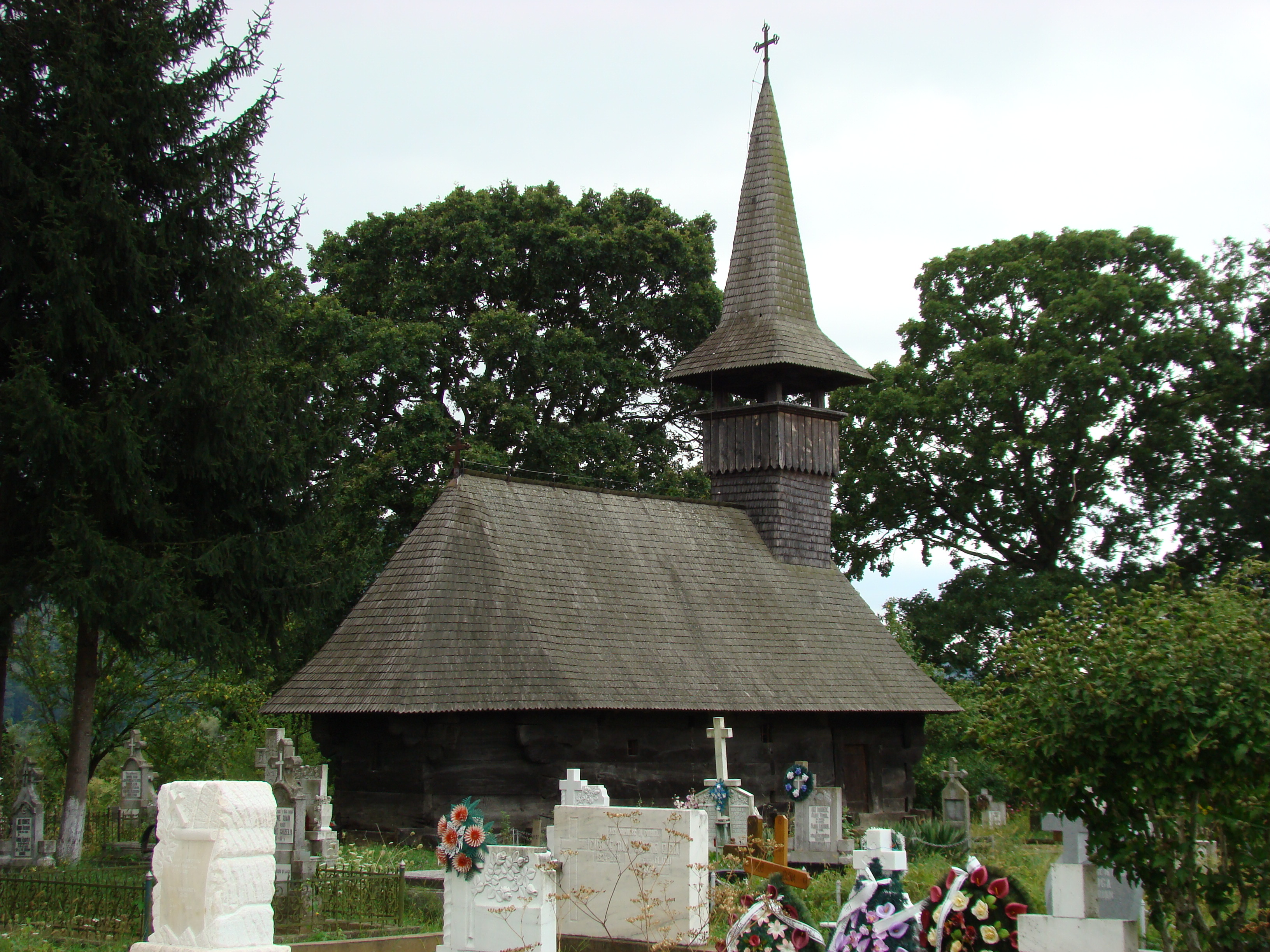
A fatemplom

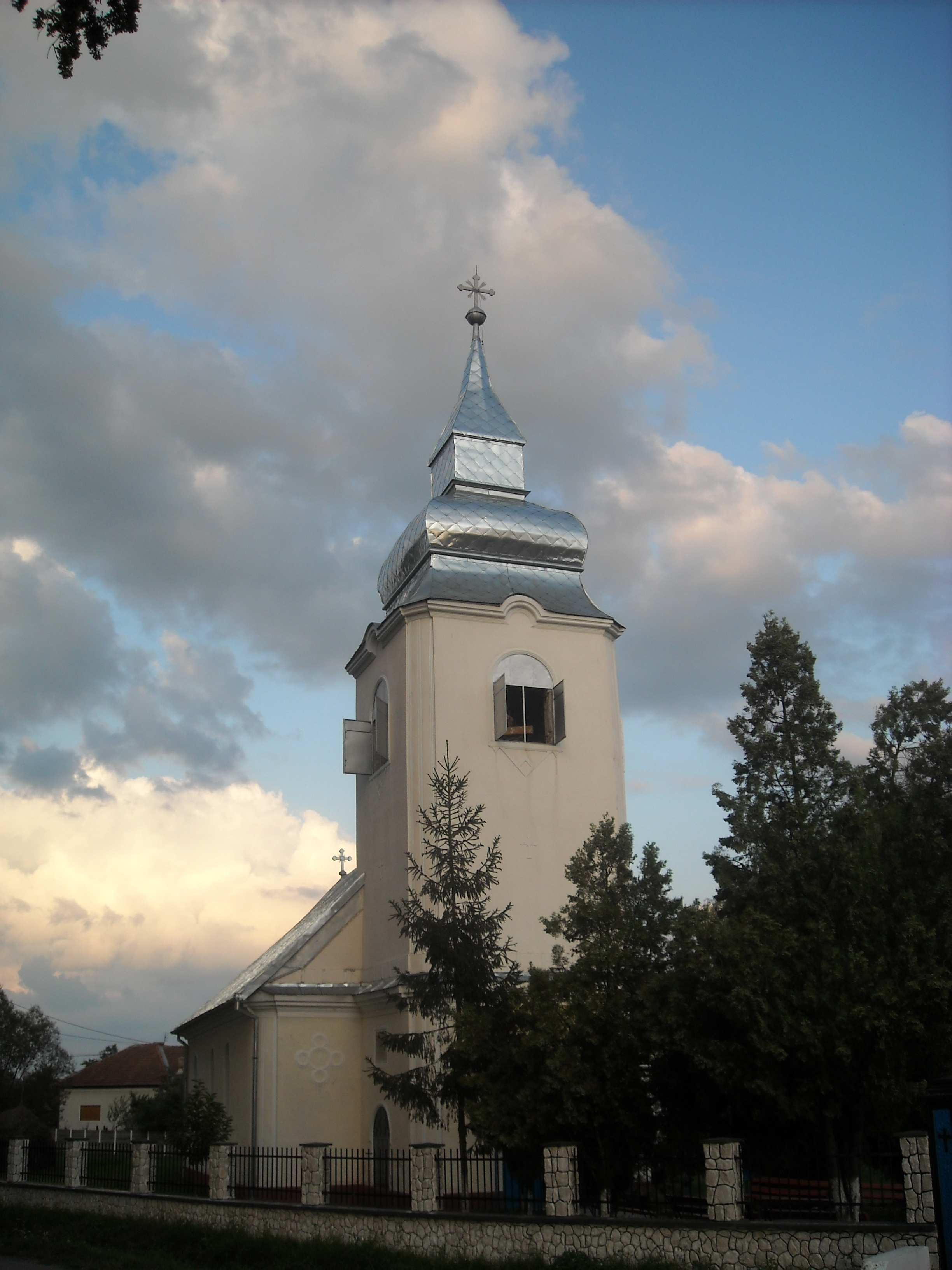
A kőtemplom

Marosbrettye (románul: Bretea Mureșană, korábban Bretea de Murăș) falu Romániában, Erdélyben, Hunyad megyében.

## Fekvése
A Maros jobb partján, Dévától 23 km-re nyugatra fekszik.

## Nevének eredete
Mai magyar neve a románból való, az viszont egy középkori magyar Berektye alakból, amelynek első magánhangzója a románban kiesett. Ez a berek és a tő szavak összetétele. Történeti névalakjai: Berechte (1289), Berekthe (1453), Bretthe (1516), Maros Bretye (1760–62).

## Története
A 13–15. században valószínűleg katolikus és magyar lakosságú. A 16. században román többségű és uradalmi központ volt.
1575 és 1630 között a Bethlen család, a 18. században a Bornemisza család birtoka. Tizenkét lakosával a fiskus 1772-ben kontraktust kötött, amely szerint a sót szállító marosi hajók vontatásánál fognak dolgozni. Az 1810–11-es összeírás szerint már a Bornemisza-uradalom tizenöt jobbágya dolgozott hajóvontatóként.
1845-ben a Bornemisza és a Páll családok saját allódiumukká nyilvánították lakói kukoricását. Megígérték ugyan, hogy a határ más részén kártalanítani fogják őket, de ezt csak részben teljesítették. 1848. április 25-én az áprilisi törvényekről értesült helybeliek önhatalmúlag visszafoglalták az 1845-ig bírt földjeiket. A példájukat az illyei Bornemisza-uradalom más falvai is követték. Lakosai 1848-ban megegyeztek szentgericei Nagy Albert (Berci) birtokossal, hogy a mócok esetleges támadásakor megvédik a birtokos javait, cserében az megvédi őket a magyar honvédsereg átvonulásakor. 1865–75-ben járásszékhely volt.
A falu határában fekvő hegyből (Măgura Sârbii) 1962 óta bazaltot termelnek ki, amelyet aszfaltburkolatok készítésére használnak.

## Népessége
- 1850-ben 593 lakosából 574 volt román és 18 cigány nemzetiségű; 592 ortodox vallású.
- 1910-ben 762 lakosából 705 volt román és 54 magyar anyanyelvű; 622 ortodox, 35 református és 17 római katolikus vallású.
- 2002-ben 653 lakosából 649 volt román nemzetiségű; 622 ortodox és 17 pünkösdista vallású.

## Látnivalók
- Az ortodox fatemplom korábban Brád környékén állt (az 1665-ös datálás a harangján talált feliraton alapszik, amely semmit nem árul el a templom építési idejéről). 1914-ben vásárolták meg a brettyeiek és állították föl a falu temetőjében. 1965 és 1969 között betontalapzatra helyezték és három méterrel megkurtították. Gondos helyreállítása 2000-re fejeződött be.
- Az egykori Nagy-kúria a család római katolikus kápolnájával.
- Ortodox kőtemploma 1869-ben épült.

## Híres emberek
- Itt született 1931-ben Octavian Olariu szobrász.